# Juan Ignacio Méndez
Juan Ignacio Méndez (Luján de Cuyo, provincia de Mendoza, Argentina, 28 de abril de 1997) es un futbolista argentino naturalizado chileno. Juega en la posición de centrocampista y actualmente esta en Instituto de la Primera División de Argentina.
Fue convocado para disputar la Copa Mundial de Fútbol Sub-20 de 2017.

## Clubes
| Club                   | País      | Año       |
| ---------------------- | --------- | --------- |
| Argentinos Juniors     | Argentina | 2016-2018 |
| Talleres               | Argentina | 2019-2022 |
| San Lorenzo de Almagro | Argentina | 2022      |
| Vélez Sarsfield        | Argentina | 2023-2024 |
| Newell's               | Argentina | 2024-Act. |